# 警視庁臨海署安積班
『今野敏サスペンス 警視庁臨海署安積班』（こんのびんサスペンス けいしちょうりんかいしょあずみはん）は、2021年2月8日にテレビ東京系列「月曜プレミア8」で放送された刑事ドラマ。原作は今野敏の警察小説『安積班シリーズ』の「二重標的（ダブルターゲット）東京ベイエリア分署」。主演は寺脇康文。

## 概要
前述の通り、今野敏原作の『安積班シリーズ』第1作「二重標的（ダブルターゲット）」を原作にしたドラマ。舞台は臨海署という点と、上司が町田刑事課長である点は同じであるが、原作にいた当時の安積班メンバー・大橋武夫は登場せず、水野真帆が登場する。また、原作では高輪署管内で起きた事件の助っ人という形で安積班は捜査に参加しているが、本作は臨海署管内で発生した事件の捜査となっている。
音楽は『ハンチョウ〜神南署安積班〜』及びその続編である『ハンチョウ〜警視庁安積班〜』（どちらも安積役は佐々木蔵之介）、『警視庁東京湾臨海署〜安積班』（安積役は中村芝翫）でも担当した遠藤浩二である。
警視庁捜査一課の刑事・荻野照雄の人物設定は係長（警部）であり、巡査部長である原作よりも上の階級となっている。階級は異なるが、実質的には原作の相楽啓警部補に相当するポジションである。
安積の娘・涼子は大学生ではなく看護師であり、TBSテレビで放送された『ハンチョウ〜神南署安積班〜』での設定と同じ。

## キャスト

### 警視庁東京臨海警察署

#### 刑事課強行犯係 安積班
安積剛志
演 - 寺脇康文
係長。
村雨秋彦
演 - 武田真治
刑事。桜井とコンビを組む。
水野真帆
演 - 真飛聖
刑事。
須田三郎
演 - 松尾諭
刑事。黒木とコンビを組む。
黒木和也
演 - 水田航生
刑事。須田とコンビを組む。
桜井太一郎
演 - 堀井新太
刑事。村雨とコンビを組む。

#### 他の関係者
町田
演 - 村松利史
刑事課課長。

### 警視庁捜査一課
荻野照雄
演 - 加藤雅也
係長。原作よりも階級が上であり、安積班と捜査方針を巡り対立する。
仲野
演 - 丸山ユウスケ
荻野の部下。
伊澤
演 - 小山紘徳
荻野の部下。

### その他
- 久保田泉美（ニシダ総合建設新規事業部 室長） - 三津谷葉子[4]
- 小田泰明（衆議院議員） - 袴田吉彦
- 菅野由雄（内閣官房IR推進室 係長） - 東根作寿英
- 中島浩幸（ライブハウス「エチュード」ウエイター） - 石垣佑磨
- 池波昌三（ニシダ総合建設 社員） - 弓削智久[5]
- 藤井幸子（クラブ「ラビリンス」ホステス） - 山田桃子
- 木梨健次（長澤板金 従業員・元暴走族） - 松本岳
- 松永葉月（ニシダ総合建設総務課 社員） - 島村みやこ[6]
- 長澤美香（長澤板金 従業員） - 宮下かな子
- 赤井智（経営コンサルタント） - 増田修一朗
- 福田達也（花屋のアルバイト・藤井幸子のストーカー） - 市原洋
- 高梨弥生（藤井幸子の元会社の同期） - 菅井玲[7]
- 闇カジノ案内人 - 外川貴博
- 安積涼子（看護師・安積の娘） - 須藤茉麻
- 長澤板金 - 浜田道彦
- ライブハウス「エチュード」店長 - 喜多貴幸[8]
- 赤シャツ（闇カジノのオーナー） - 森里一大
- みずほ（クラブ「ラビリンス」ホステス） - 大島正華[9]
- 記者 - 石井淳
- 記者 - 凜
- ゲームソフトメーカー「ドリームスパーク」役員 - 後藤康夫
- 溝口（木梨の友人） - 伊藤純平[10]
- アナウンサー - 平川彩佳
- レストランのギャルソン - 加門良
- 花屋の店主 - 蒲生純一[11]
- 東（ニシダ総合建設新規事業部 社員） - 別紙慶一
- マンション管理人 - 能登千佳夫
- クラブ「ラビリンス」店長 - 水沢駿
- 峯岸誠[注 4]（警視庁荻窪中央警察署刑事課 係長） - 長谷川初範

## スタッフ
- 原作 - 今野敏「二重標的（ダブルターゲット）東京ベイエリア分署」（ハルキ文庫刊）
- 監督 - 二宮崇
- 脚本 - 大石哲也
- 音楽 - 遠藤浩二
- カジノ監修 - カジノちゃんねる
- スタントコーディネート - スタントチームGocoo
- 技術協力 - 東通、フォーチュン
- スタジオ - 砧スタジオ
- プロデュース - 松本拓、遠藤正人
- 製作 - テレビ東京、BSテレ東、TBSスパークル